# Paraliparis latifrons
Paraliparis latifrons är en fiskart som beskrevs av Garman, 1899. Paraliparis latifrons ingår i släktet Paraliparis och familjen Liparidae. Inga underarter finns listade i Catalogue of Life.